# Transzponder

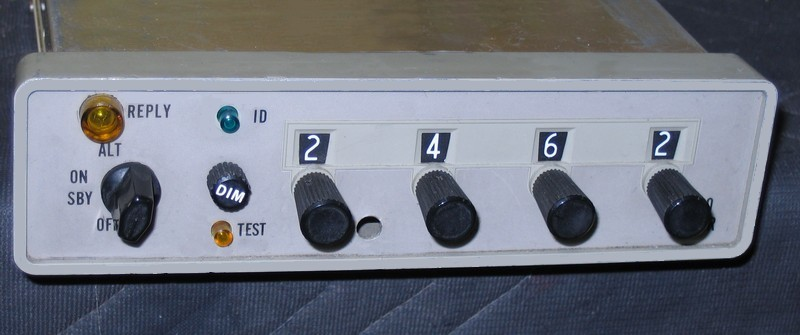
Repülőgép műszerfalába szerelhető válaszjeladó. Az éppen beállított kód 2462

A transzponder a repülésben használt radar-válaszjeladó megnevezése, amely név az angol transmit (továbbít, sugároz) és responder (válaszadó) szavak összevonásából származik. Amikor a repülőgépet a radar sugárnyalábja eléri, a transzponder antennája ezt érzékeli és válaszjelet generál, amit a típusának megfelelően több összetevőből építhet fel. Az összeállított adatcsomagot a készülék előlapján beállítható négyszámjegyű kóddal azonosítja, majd az antennán keresztül visszasugározza. Ez a folyamat ismétlődik, amíg a transzponder bekapcsolt állapotban van. A visszaküldött jelet dekódolva látják az irányítók a radarképernyőn a megfigyelt gép járulékos információjaként. A repülésben gyakran alkalmazott rövidítések használata miatt ismert még XPDR, XPNDR, TPDR vagy TP néven is.

## Kialakítása
Többnyire egy műszerfalba építhető önálló eszköz, ami típusának megfelelően kapcsolódhat a repülőgép egyéb rendszereihez is. Mindegyik változatra jellemző, hogy egyenként négy számot lehet rajta beállítani, úgy, hogy az egyes számok a nyolcas számrendszerből 0-tól 7-ig választhatók. Ez adja a tulajdonképpeni válaszjel azonosító kódját, amit a repülős szakma a „squawk” néven ismer. A nyolcas számrendszer használatának egyéb jelentősége nincs, azaz a beállított négyjegyű számot nem szokták átváltani más számrendszerekbe. Azért a nyolcas számrendszerre jellemző intervallum használatos, mert a BCD kódolással előállított fix hosszúságú válaszjelben más információknak is kell a hely. A transzponderek kialakítására jellemző a működéskiválasztó kapcsoló és az előlapon található „ident”-gomb, valamint a működést visszajelző jelzőlámpák. A rendszerek tartozéka még a külső antenna és a magasságmérő által jelzett értéket kódoló modul, repülőszakmai nevén „altitude encoder”. Ez utóbbi az A módú transzponder esetében elhagyható, de annak hiányában nem is lesz képes magassági információt visszasugározni. A repülésben alkalmazott transzponderek átlagos adóteljesítménye 100 és 300 watt közé esik. Általában a korszerűbb, precízebb elektronikájú típusok tudnak nagyobb teljesítménnyel válaszjelet sugározni, ami elősegíti, hogy a változó domborzati viszonyok felett alacsonyabban repülő kisebb gépeket is jól tudja követni az irányító/tájékoztató szolgálat. A földi radarok sűrűbb telepítésével és optimális domborzati elhelyezésével javítható a gépek követhetősége, de még így is szükség van az erős transzponderjelre, hogy folyamatos legyen az adatáramlás. Minél kisebb méretű egy gép, illetve minél kevesebb fémtömeget tartalmaz a felépítménye (szakmai nevén: a sárkánya), annál kisebb radarjelet ad, ezért is szükséges a megfelelő teljesítményű transzponder használata.

## Beállítható kódok

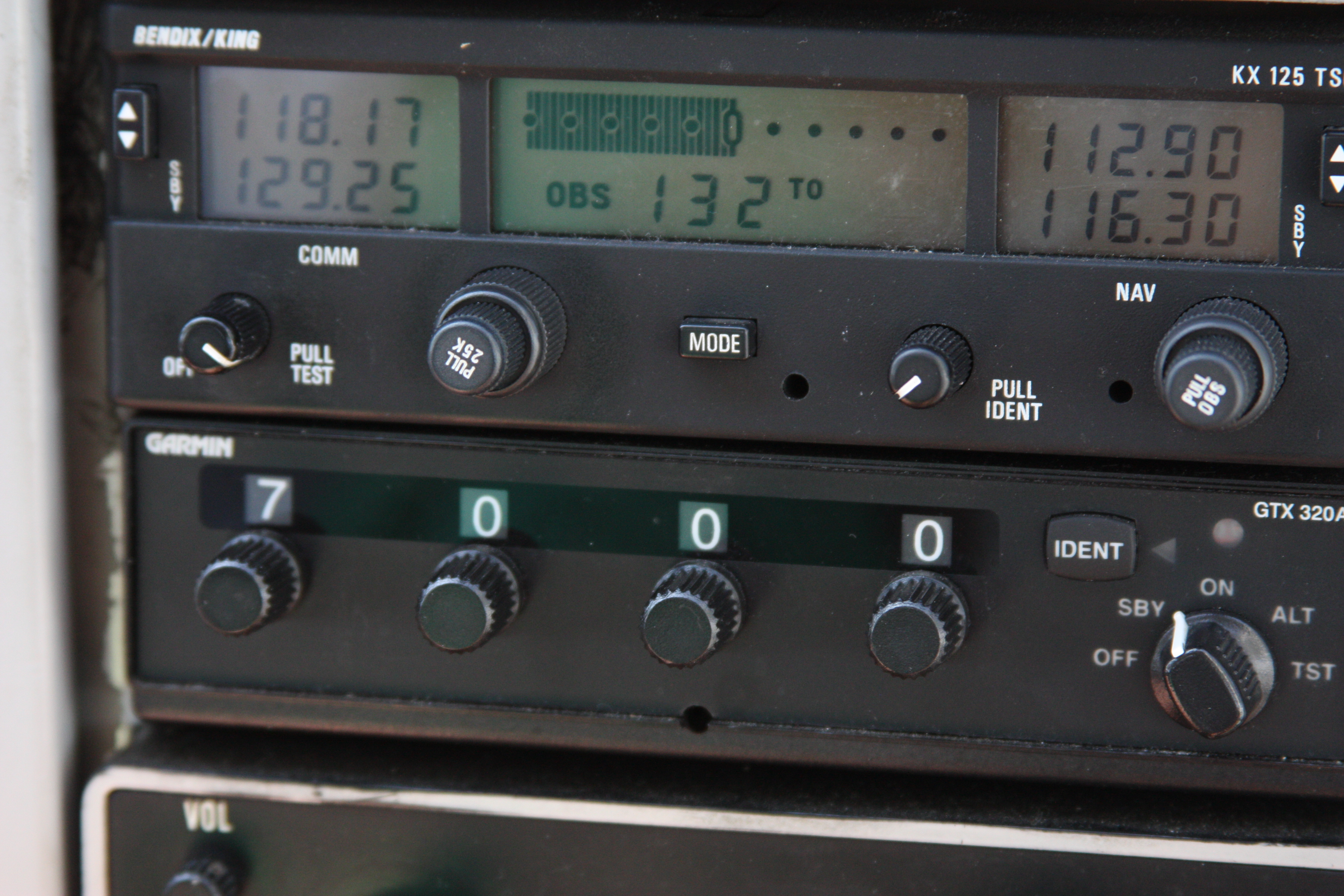
Részlet egy Cessna 172-es műszerfaláról. Középen egy forgatógombos transzponder látható (7000-es squawkkal beállítva, adásmód standby (SBY) helyzetben). Közvetlenül felette egy digitális kijelzős kommunikációs és navigációs rádió látható. A moduláris felépítés lehetővé teszi az egyes készülékek igény szerinti elhelyezését.

A beállítható kódok 0000-tól 7777-ig terjedhetnek, ami a nyolcas számrendszer számterének megfelelően 4096 darab egyedi kódot jelent. Ebből a tartományból három kiemelt jelentőségű kódot egyezményesen kezel a repülési szakma, amelyeket az alábbi táblázatban gyűjtöttünk össze. Ez a három kód egyezményesen az egész világon ugyanazt jelenti és csak akkor állítják be, amikor az kifejezetten szükséges. A 7500 olyannyira kiemelten kezelt kód, hogy beállítása esetén automatikus vészjelző rendszerek lépnek működésbe a földi szolgálatoknál, illetve a hadseregnél, és a kódot használó repülőgép onnantól kiemelt figyelmet kap. A kód prioritásos vészjelző hatása miatt a pilótáknak figyelniük kell, hogy egyéb kódok beállítása során ne is haladjanak át a 7500-as kódon még érintőlegesen sem, mert már ez a rövid idejű esemény is riaszthatja a védelmi szolgálatokat. A korszerűbb nyomógombos típusoknál ez a probléma már megoldottnak tekinthető.
Ez természetesen érvényes a másik két kódra is, hogy ne alkalmazzuk véletlenül. Fontos tudni, hogy még kikapcsolt (vagy annak hitt) állapotú jeladót se tekerjünk át rajta.
Az ilyen "kis bakik" elkerülhetőek, ha az utolsó helyi értéken egy 1-es kitekerésével kezdünk és csak a végén pontosítjuk ezt a karaktert, mert a sztenderd 7000-ből egy rossz mozdulattal lehet gyorsan hiba!
| Kód  | Jelentés |
| ---- | --- |
| 7500 | Gépeltérítés – ICAO kód, minden olyan erőszakos esemény, amely a pilótát akaratával ellentétes cselekményre készteti. |
| 7600 | Rádióhiba – ICAO kód, minden olyan esemény, amely a verbális rádiókommunikációt meghiúsítja.                          |
| 7700 | Vészhelyzet – ICAO kód, minden olyan egyéb esemény, amelyet a repülőgép kapitánya vészhelyzetként értékel.            |

A fentiek kiegészítéseként a legtöbb ország saját feltételrendszer alapján egyes kódokat kiemelten kezelhet, amelyek használatát az adott országra érvényes légügyi szabályok írják le. Országok átrepülésekor ezeket a szabályokat a pilótáknak nem kell külön-külön ismerniük és fejben tartaniuk, mivel a kódok kiosztása az adott ország légi irányításának a feladata, és a pilóták csak beállítják azt, amikor arra utasítást kapnak. A helyi repülések esetében pedig a mindenkor érvényes helyi szabályozás mondja meg, hogy milyen kódokat kell használni. Van több olyan kiemelt kód is, amelyet egyezményesen speciális jelentéssel láttak el és a pilóták ennek megfelelően alkalmazzák.
A 7000-es kód jelentése (Európa legtöbb országában) például: „itt vagyok, itt repülök”. Ez egy általános, látvarepülési (VFR) szabályok szerinti kód, amelyet még az irányító vagy tájékoztató szolgálattal folytatott beszélgetés előtt állíthat be a pilóta. Az irányítás később egyedi kódot jelölhet ki a gép számára, amennyiben repülési tervvel is rendelkezik.
Német légtérben 0021-es a kód 5000 lábig, felette pedig 0022. Az amerikaiak pedig 1200-át használják sztenderd kódként.

## Üzemmódok
- A mód: csak a kódot sugározza, semmilyen egyéb adatot nem ad.
- C mód: Az A módhoz képest a magasságadatot is sugározza.
- S mód: 32 bites kódot sugároz. (Közte az ICAO-24 bites /hexadecimális/ címkódjával; a légijármű hívónevével, lajstromjelével.)

A fejlettebb transzponderek alacsonyabb módban is használhatóak.